# 塞巴斯蒂安·弗莱斯
塞巴斯蒂安·弗莱斯（德語：Sebastian Freis，1985年4月23日—），是一位德国足球运动员，司職前鋒，現時效力德甲球會科隆。

## 生平
曾在威特斯巴赫队效力。1999年转会至卡尔斯鲁厄队。2004/05赛季开始作为中锋在德乙出场。2009年轉投德甲科隆。

## 外部連結
- 卡爾斯魯厄官網 薩巴斯頓·費斯檔案 （德文）
- Weltfussball.de 薩巴斯頓·費斯數據 （德文）